# Hymenophyllum pulcherrimum
Hymenophyllum pulcherrimum är en hinnbräkenväxtart som beskrevs av Col. Hymenophyllum pulcherrimum ingår i släktet Hymenophyllum och familjen Hymenophyllaceae. Inga underarter finns listade.

## Bildgalleri

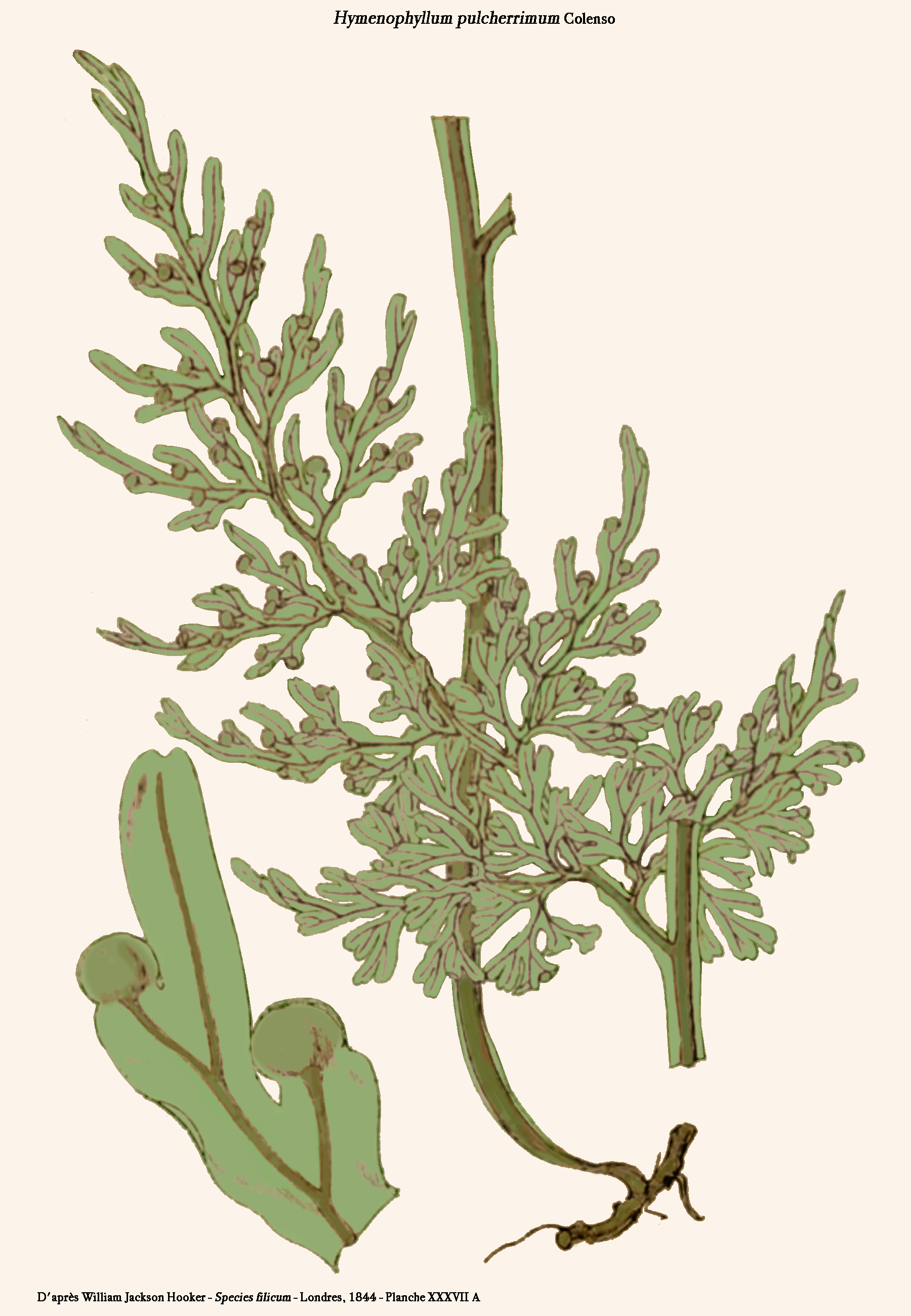
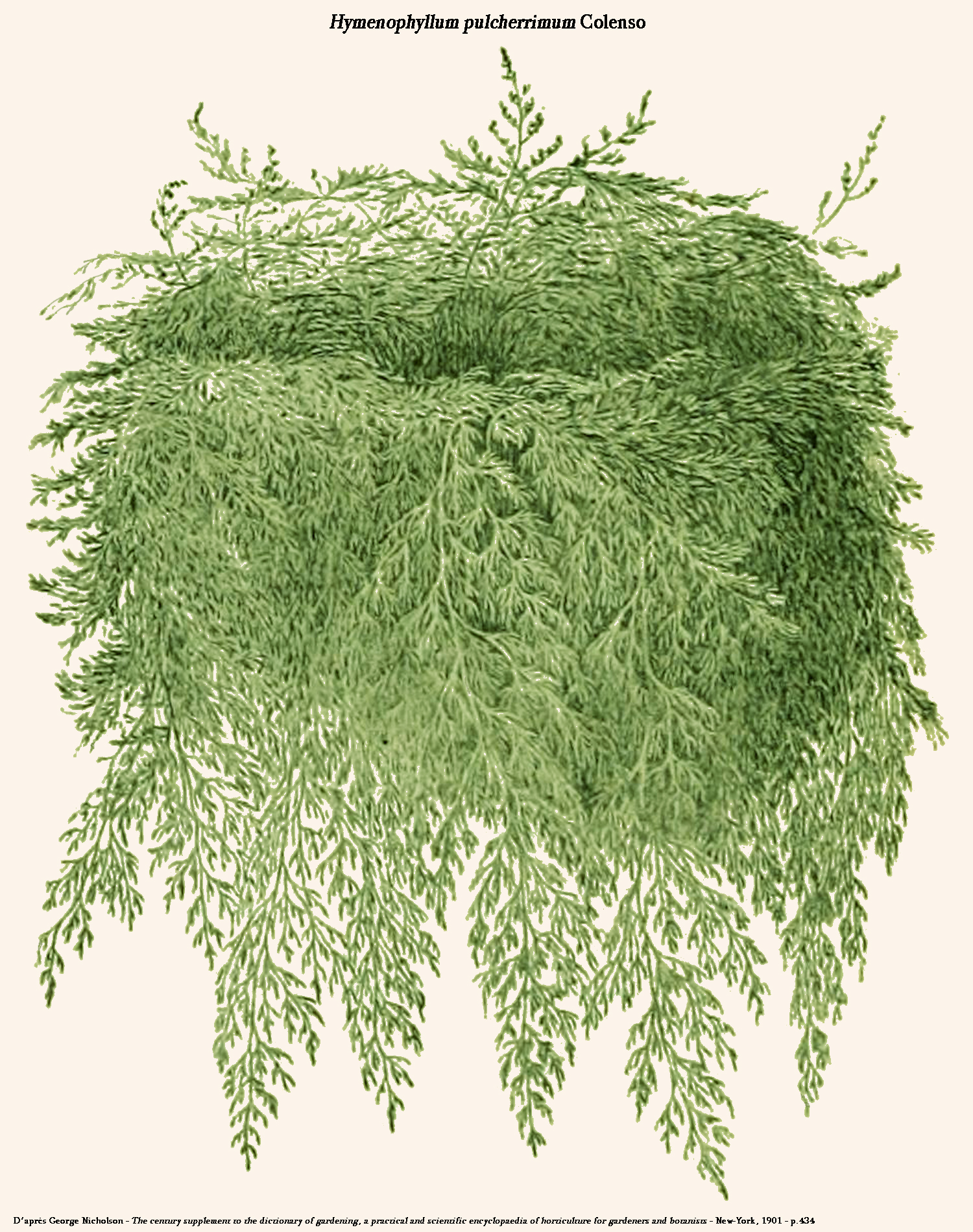